# Pudêncio (líder bizantino)

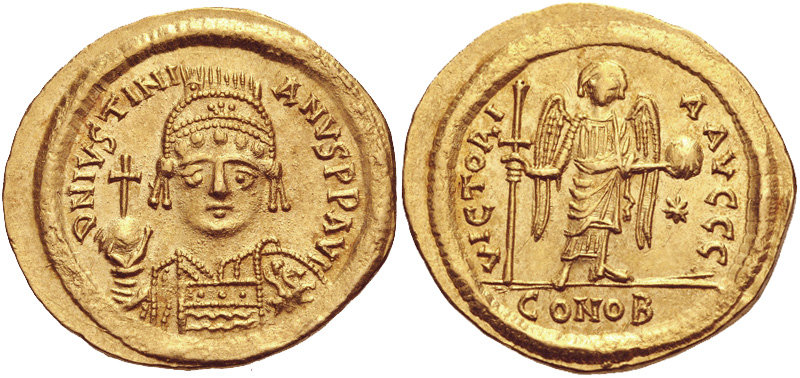
Soldo de Justiniano r.

Pudêncio (m. 543) foi um romano da Tripolitânia. Foi citado em 533, quando rebelou-se contra os vândalos e escreveu ao imperador Justiniano (r. 527–565) solicitando ajuda militar em troca da submissão de Tripolitânia à autoridade imperial. O imperador respondeu enviando Tatimudo com um exército. Aparentemente os vândalos não tinham tropas estacionadas na região, permitindo que ela fosse tomada sem resistência. Esta ação ocorreu na primavera ou começo do verão e 533, antes da expedição de Belisário zarpar (meados de junho).
No inverno de 533/534, a Tripolitânia estava tendo problemas com as tribos mouras e Belisário enviou um exército para Pudêncio e Tatimudo para fortalecer o poder bizantino. Pudêncio é mencionado novamente em 543, quando aconselhou o governador Sérgio a permitir que apenas 80 dos líderes dos leuatas, que haviam vindo a seu encontro solicitando o tributo rotineiro e garantias de paz, entrassem em Léptis Magna. Após o massacre dos líderes mouros, Pudêncio e Sérgio travaram uma batalha das proximidades de Léptis Magna. Nesta os mouros foram derrotados, porém Pudêncio foi imprudente e acabou morto.